# 리창춘
리창춘(이장춘, 李長春, 1944년 2월 1일 -）은 중화인민공화국의 정치인이다. 중국공산당 중앙정치국 상무위원이며, 중앙정신문명건설위원회를 맡고 있다.

## 경력
1944년 2월에 일본 제국 관동주 (현재 중화인민공화국 랴오닝성 다롄)에서 태어나 1965년 중국 공산당에 입당하였다. 1966년 하얼빈 공업대학 전기학부를 졸업, 1983년에는 39세의 젊은 나이로 선양 당 위원회 서기가 되었고, 1986년에는 랴오닝 성 부성장에 올랐다. 1990년에 허난성 부성장으로 자리를 옮겼으며, 1993년 성 당위원회 서기로 재직 중에 매혈로 인한 에이즈 감염이 폭발적으로 증가했지만 흔들리지 않았다. 1998년부터 광둥성 당위원회 서기로 취임, 광둥 성의 경제 과열을 억제하였다.
2002년에 정치국 상무위원이 된 후에는, 중앙정신문명건설위원회 주임이 되어 선전부문을 맡고 있다.